# José Luis Parra Fernández
José Luis Parra Fernández (Madrid, 1944 - Quart de Poblet, l'Horta Oest, 15 d'octubre de 2012) fou un poeta castellà que residí a València la major part de la seua vida.
Després d'un breu període treballant a Múrcia per a una companyia d'assegurances, durant molts anys visqué exclusivament per a la poesia, freqüentant els ambients literaris valencians, especialment la tertúlia del Café Malvarrosa, i vivint deslligat de tota convenció social, com un autèntic bohemi. S'havia donat a conèixer el 1989 amb un primer recull poètic, Más lisonjero me vi, que havia obtingut un accèssit del Premi Vila de Mislata. Els seus títols següents aparegueren durant els anys noranta en l'editorial Denes, i a partir del 2000 en Pre-textos (llevat d'un parell de reculls antològics publicats a Sevilla), fins al darrer, Inclinándome, que veié la llum pocs dies abans de la seua mort. Al mateix temps col·laborà en diverses revistes literàries com ara Turia (Terol), Papel Elefante (València), La siesta del lobo (Albacete), Ultramar (Santander) i en la pàgina digital El Rincón del Haiku.
A la seua mort, Enric Sòria l'evocava d'aquesta manera: «Ho havia llegit tot, els clàssics grecollatins, Ramon Llull, Argensola, Góngora i Quevedo, la vasta tradició espanyola, la catalana i moltes altres més, i se n'havia amerat fins a arribar a trobar-se a ell mateix i escriure'n la seua, de poesia, en què reverbera tot amb veu pròpia i que és inimitable».

## Obres
- Más lisonjero me vi. Mislata, 1989
- Un hacha para el hielo. València, Denes-Café Malvarrosa, 1994
- Del otro lado de la cumbre. València, Denes-Café Malvarrosa, 1996
- La pérdida del reino. València, Denes-Café Malvarrosa, 1997
- Los dones suficientes. València, Pre-textos, 2000
- Caldo de piedra. Sevilla, Renacimiento, 2001
- Tiempo de renuncia. València, Pre-textos, 2004
- De la frontera. València, Pre-textos, 2009
- La Muerte. València, Krausse, 2009
- Cimas y abismos. Sevilla, Renacimiento, 2012
- Inclinándome. València, Pre-textos, 2012
- Hojarasca. Valencina de la Concepción: Renacimiento, 2016